# Wozniesienowskoje
Wozniesienowskoje (ros. Вознесеновское) – wieś w Rosji, w Kraju Stawropolskim, w rejonie apanasienkowskim. W 2010 liczyła 2514 mieszkańców.